# Pelosia pudorina
Pelosia pudorina är en fjärilsart som beskrevs av Eugen Johann Christoph Esper 1786. Pelosia pudorina ingår i släktet Pelosia och familjen björnspinnare. Inga underarter finns listade i Catalogue of Life.